# 伍兹霍尔
伍兹霍尔（英語：Woods Hole）是美国麻薩諸塞州巴恩斯特布爾縣的一个普查规定居民点（CDP），位于鳕鱼角南岸，与马萨葡萄园岛、伊丽莎白群岛隔海相望。2010年有人口781人，是海洋生物学实验室、伍兹霍尔海洋研究所、美国国家海洋和大气管理局等多个海洋学研究所的所在地。